# Spalato Bellerè
Spalato Bellerè (ur. 3 maja 1938 w Neapolu, zm. 21 kwietnia 1998 tamże) – włoski polityk, samorządowiec i lekarz, poseł do Parlamentu Europejskiego IV kadencji.

## Życiorys
Z wykształcenia lekarz, był pułkownikiem korpusu medycznego karabinierów. Długoletni działacz Włoskiego Ruchu Społecznego i Sojuszu Narodowego. Był radnym miejskim i radnym regionalnym w Kampanii. W 1994 uzyskał mandat eurodeputowanego IV kadencji, w trakcie której zmarł.